# Ancylolomia tabrobanensis
Ancylolomia tabrobanensis là một loài bướm đêm trong họ Crambidae.